# Немецкая улица (Киев)
Немецкая улица (укр. Німецька вулиця) — улица в Голосеевском и Печерском районах города Киева, местность Новое Строение. Пролегает от Предславинской до Ямской улицы.
Прилегают улицы Большая Васильковская, Антоновича и Казимира Малевича.

## История
Улица возникла в 30-е годы XIX века под названием Немецкая, от немецкого кладбища в Печерске, в сторону которого направлялась. В 70-е годы XIX века имела также название Погребальная (как дорога до немецкого и Байкового кладбищ).
С 1944 года — улица Тельмана, в честь Эрнста Тельмана, лидера немецких коммунистов в 1920-1940-х годах, одного из главных политических оппонентов Гитлера.
Современное историческое название восстановлено в 2015 году.

## Застройка
В конце XIX - начале XX века улица была застроена одноэтажными и двухэтажными домами. В 80-х годах XX века почти вся старая застройка была снесена, осталась лишь одна усадьба (в соответствии с современной нумерацией - под № 3 и №3б) - трехэтажный доходный дом с флигелем.